# Osmolalità
L'osmolalità è una misura della concentrazione di una soluzione; rappresenta il numero di osmoli di soluto per chilogrammo di solvente.
Si distingue dall'osmolarità  che è definita invece come il numero di osmoli di soluto per litro di soluzione. Sebbene in generale quello che ci interessa sia il numero di particelle osmoticamente attive di una soluzione, cioè la sua osmolarità, tuttavia nella pratica operativa l'osmolalità è una grandezza più precisa da gestire perché non risente della temperatura ambientale e della natura della soluzione.
Nell'allestimento di uno standard osmolale è sufficiente pesare una quantità di soluto pari alle osmoli desiderate e un chilogrammo di solvente. Nell'allestimento di uno standard osmolare  occorre pesare la quantità desiderata di soluto e aggiungere una quantità (variabile in funzione della temperatura e della natura della soluzione) di solvente fino all'ottenimento di 1 litro di soluzione. Nel caso dell'osmolalità il numero di molecole di soluto in rapporto con quelle di solvente è costante, nell'osmolarità è variabile.